# Chen Dequan
Dans ce nom chinois, le nom de famille, Chen, précède le nom personnel.
Pour les articles homonymes, voir Chen.
Chen Dequan est un patineur de vitesse sur piste courte chinois né le 30 août 1995 dans le Liaoning. 

## Carrière
Il remporte la médaille de bronze du relais masculin aux Jeux olympiques d'hiver de 2014, à Sotchi.
En 2017, il arrive 4e du 1000m et du 1500m à la quatrième manche de la coupe du monde de patinage de vitesse sur piste courte 2017-2018, qui sert de qualification aux Jeux olympiques de 2018.
Il est médaillé d'argent du relais masculin des Jeux olympiques d'hiver de 2018 à Pyeongchang.